# Leonardo Cordeiro
Leonardo Cordeiro (ur. 11 sierpnia 1989 w São José dos Campos) – brazylijski kierowca wyścigowy.

## Kariera
Brazylijczyk karierę rozpoczął w roku 2003, od startów w kartingu. Pierwsze kroki w wyścigach samochodów jednomiejscowych Leonardo stawiał w Południowoamerykańskiej Formule 3, w której startował w latach 2007–2009. Tytuł w tej serii zdobył w ostatnim podejściu, zwyciężając w 10 z 18 wyścigów. W sezonie 2010 podpisał kontrakt z australijskim zespołem MW Arden, na starty w nowo utworzonej serii GP3. W ciągu szesnastu wyścigów Cordeiro zdobył łącznie jeden punkt. Został sklasyfikowany na 27 miejscu w klasyfikacji generalnej.

## Statystyki
| Sezon | Seria                           | Zespół          | Wyścigi | Zwycięstwa | PP | NO | Podium | Punkty | Pozycja |
| ----- | ------------------------------- | --------------- | ------- | ---------- | -- | -- | ------ | ------ | ------- |
| 2007  | Południowoamerykańska Formuła 3 | Lecor Sports    | 13      | 0          | 0  | 0  | 1      | 11     | 17      |
| 2008  | Południowoamerykańska Formuła 3 | Cesario Fórmula | 18      | 1          | 5  | 5  | 8      | 74     | 4       |
| 2009  | Południowoamerykańska Formuła 3 | Cesario Fórmula | 18      | 10         | 12 | 15 | 15     | 134    | 1       |
| 2010  | Seria GP3                       | MW Arden        | 16      | 0          | 0  | 1  | 0      | 1      | 27      |
| 2011  | Seria GP3                       | Carlin          | 16      | 0          | 0  | 0  | 0      | 0      | 30      |
| 2012  | GT Brasil GT4 Class             | BMW Team Brasil | 16      | 4          | 0  | 0  | 10     | 209    | 2       |

## Wyniki w GP3
| Legenda oznaczeń w tabelach wyników Wyświetl szablon na nowej stronie | Legenda oznaczeń w tabelach wyników Wyświetl szablon na nowej stronie                                                                     |
| Oznaczenie                                                            | Wyjaśnienie |
| --------------------------------------------------------------------- | --- |
| Złoty                                                                 | Zwycięzca lub mistrzostwo |
| Srebrny                                                               | 2. miejsce lub wicemistrzostwo |
| Brązowy                                                               | 3. miejsce lub II wicemistrzostwo |
| Zielony                                                               | Ukończył, punktował (w klasyfikacji generalnej, gdy zdobył co najmniej jeden punkt na przestrzeni sezonu, poza trzema powyższymi opcjami) |
| Niebieski                                                             | Ukończył, nie punktował (w klasyfikacji generalnej, gdy nie zdobył co najmniej jednego punktu na przestrzeni sezonu)                      |
| Czerwony                                                              | Nie zakwalifikował się (NZ) |
| Czerwony                                                              | Nie prekwalifikował się (NPK) |
| Różowy                                                                | Nie ukończył (NU) |
| Różowy                                                                | Niesklasyfikowany (NS) (w klasyfikacji generalnej, gdy nie został sklasyfikowany w żadnym wyścigu sezonu)                                 |
| Czarny                                                                | Zdyskwalifikowany (DK) |
| Czarny                                                                | Wykluczony (WYK/EX) |
| Biały                                                                 | Nie wystartował (NW) |
| Biały                                                                 | Kontuzjowany (K/INJ) |
| Biały                                                                 | Wyścig odwołany (OD/C) |
| Bez koloru                                                            | Został wycofany (WYC/WD) |
| Bez koloru                                                            | Nie przybył (NP/DNA) |
| Bez koloru                                                            | Nie brał udziału w treningach (NT/DNP) |
| Bez koloru                                                            | Nie został zgłoszony (–) |
| Pogrubienie                                                           | Start z pole position |
| Kursywa                                                               | Najszybsze okrążenie wyścigu |
| †                                                                     | Nie ukończył, ale jego rezultat został zaliczony ze względu na przejechanie więcej niż 90% dystansu wyścigu.                              |
| *                                                                     | Sezon w trakcie |
| 1/2/3                                                                 | Punktowana pozycja w sprincie kwalifikacyjnym                                                                                             |
| Lista systemów punktacji Formuły 1                                    | |

| Rok  | Zespół   | Wyniki w poszczególnych eliminacjach | Wyniki w poszczególnych eliminacjach | Wyniki w poszczególnych eliminacjach | Wyniki w poszczególnych eliminacjach | Wyniki w poszczególnych eliminacjach | Wyniki w poszczególnych eliminacjach | Wyniki w poszczególnych eliminacjach | Wyniki w poszczególnych eliminacjach | Wyniki w poszczególnych eliminacjach | Wyniki w poszczególnych eliminacjach | Wyniki w poszczególnych eliminacjach | Wyniki w poszczególnych eliminacjach | Wyniki w poszczególnych eliminacjach | Wyniki w poszczególnych eliminacjach | Wyniki w poszczególnych eliminacjach | Wyniki w poszczególnych eliminacjach | Punkty | Pozycja |
| ---- | -------- | ------------------------------------ | ------------------------------------ | ------------------------------------ | ------------------------------------ | ------------------------------------ | ------------------------------------ | ------------------------------------ | ------------------------------------ | ------------------------------------ | ------------------------------------ | ------------------------------------ | ------------------------------------ | ------------------------------------ | ------------------------------------ | ------------------------------------ | ------------------------------------ | ------ | ------- |
| 2010 | MW Arden | ESP                                  | ESP                                  | TUR                                  | TUR                                  | VAL                                  | VAL                                  | GBR                                  | GBR                                  | DEU                                  | DEU                                  | HUN                                  | HUN                                  | BEL                                  | BEL                                  | ITA                                  | ITA                                  | 1      | 27      |
| 2010 | MW Arden | 18                                   | 12                                   | 18                                   | 24                                   | NU                                   | 21                                   | NU                                   | NU                                   | NU                                   | NU                                   | 22                                   | 13                                   | 14                                   | NU                                   | NU                                   | 8                                    | 1      | 27      |
| 2011 | Carlin   | TUR                                  | TUR                                  | ESP                                  | ESP                                  | VAL                                  | VAL                                  | GBR                                  | GBR                                  | DEU                                  | DEU                                  | HUN                                  | HUN                                  | BEL                                  | BEL                                  | ITA                                  | ITA                                  | 0      | 30      |
| 2011 | Carlin   | NU                                   | 22                                   | 23                                   | 15                                   | 10                                   | 17                                   | 17                                   | 23                                   | 17                                   | 19                                   | 20                                   | 15                                   | 21                                   | 18                                   | 13                                   | NU                                   | 0      | 30      |